# Llista de topònims de Calella
Llista de topònims (noms propis de lloc) del municipi de Calella, al Maresme
Informació actualitzada per un bot. Els canvis manuals es perdran quan s'actualitzi!

## carrer
| imatge | Nom                            | Ubicat a | instància de | Detalls                                          | coordenades                                        | Protecció                   | Commons (més fotos)               | Dades a WD                    |
| ------ | ------------------------------ | -------- | ------------ | ------------------------------------------------ | -------------------------------------------------- | --------------------------- | --------------------------------- | ----------------------------- |
|        | carrer Jovara                  | Calella  | carrer       | Estil: modernisme català arquitectura modernista | 41° 36′ 49″ N, 2° 39′ 41″ E / 41.61363°N,2.66135°E |                             | Buildings at c. Jovara in Calella | Modifica les dades a Wikidata |
|        | passeig de Mar Manuel Puigvert | Calella  | carrer       | Estil: arquitectura popular                      | 41° 36′ 47″ N, 2° 39′ 45″ E / 41.61319°N,2.66256°E | bé cultural d'interès local | Passeig de Manuel Puigvert        | Modifica les dades a Wikidata |

## casa
| imatge | Nom                                | Ubicat a | instància de | Detalls                                          | coordenades                                                                                    | Protecció                                  | Commons (més fotos)                  | Dades a WD                    |
| ------ | ---------------------------------- | -------- | ------------ | ------------------------------------------------ | ---------------------------------------------------------------------------------------------- | ------------------------------------------ | ------------------------------------ | ----------------------------- |
|        | Ca l'Aleix Serra                   | Calella  | casa         | Estil: modernisme català arquitectura modernista | 41° 36′ 53″ N, 2° 39′ 44″ E / 41.614774°N,2.662105°E ca:carrer Església, 139                   | bé integrant del patrimoni cultural català | Ca l'Aleix Serra                     | Modifica les dades a Wikidata |
|        | Cal Menuts                         | Calella  | casa         | Estil: modernisme català arquitectura modernista | 41° 36′ 48″ N, 2° 39′ 39″ E / 41.61334°N,2.66073°E                                             | bé integrant del patrimoni cultural català | Cal Menuts                           | Modifica les dades a Wikidata |
|        | Can Bartrina                       | Calella  | casa         | Estil: arquitectura gòtica 14th century          | 41° 36′ 46″ N, 2° 39′ 29″ E / 41.61266°N,2.65807°E ca:Carrer de Francesc Bartrina, 18          | bé cultural d'interès local                | Can Bartrina (Calella)               | Modifica les dades a Wikidata |
|        | Can Basart                         | Calella  | casa         | Estil: arquitectura popular                      | 41° 36′ 48″ N, 2° 39′ 26″ E / 41.6132°N,2.65728°E                                              | bé cultural d'interès local                | Can Basart (Calella)                 | Modifica les dades a Wikidata |
|        | Can Galceran                       | Calella  | casa         | Estil: gòtic flamíger 14th century               | 41° 36′ 48″ N, 2° 39′ 24″ E / 41.6133°N,2.65675°E                                              | bé cultural d'interès local                | Can Galceran (Calella)               | Modifica les dades a Wikidata |
|        | Can Lluís Macaya                   | Calella  | casa         | Estil: modernisme català arquitectura modernista | 41° 36′ 48″ N, 2° 39′ 43″ E / 41.61333°N,2.66205°E                                             | bé cultural d'interès local                | Can Lluís Macaya                     | Modifica les dades a Wikidata |
|        | Can Mainegre                       | Calella  | casa         | Estil: arquitectura popular 16th century         | 41° 36′ 51″ N, 2° 39′ 32″ E / 41.614075°N,2.658867°E ca:C. Bruguera, 2 - c. Raval, 8-10 5 msnm | bé cultural d'interès local                | Can Mainegre (Calella)               | Modifica les dades a Wikidata |
|        | Can Rodona                         | Calella  | casa         | Estil: arquitectura gòtica 16th century          | 41° 36′ 48″ N, 2° 39′ 28″ E / 41.6132°N,2.65775°E ca:Carrer Francesc Bartrina, 44              | bé cultural d'interès local                | Can Rodona (Calella)                 | Modifica les dades a Wikidata |
|        | Torre Macaya                       | Calella  | casa         | Estil: arquitectura modernista                   | 41° 36′ 48″ N, 2° 39′ 43″ E / 41.613388°N,2.661921°E ca:Carrer d'Anselm Clavé, 93-96           |                                            |                                      | Modifica les dades a Wikidata |
|        | els Filipinos                      | Calella  | casa         | Estil: modernisme català                         | 41° 36′ 47″ N, 2° 39′ 41″ E / 41.61306°N,2.66129°E ca:Carrer Anselm Clavé, 86                  | bé integrant del patrimoni cultural català | Els Filipinos (Calella)              | Modifica les dades a Wikidata |
|        | habitatge al carrer Sant Josep, 16 | Calella  | casa         | Estil: modernisme català 20th century            | 41° 36′ 49″ N, 2° 39′ 41″ E / 41.61364°N,2.66129°E ca:C. Sant Josep, 16 - c. Jovara, 175       | bé cultural d'interès local                | Casa al carrer Jovara, 175 (Calella) | Modifica les dades a Wikidata |

## edifici
| imatge | Nom                                                  | Ubicat a | instància de                             | Detalls                                                   | coordenades                                                                        | Protecció                                  | Commons (més fotos)                                 | Dades a WD                    |
| ------ | ---------------------------------------------------- | -------- | ---------------------------------------- | --------------------------------------------------------- | ---------------------------------------------------------------------------------- | ------------------------------------------ | --------------------------------------------------- | ----------------------------- |
|        | Antiga Biblioteca Popular Costa i Fornaguera         | Calella  | edifici organització sense ànim de lucre | Estil: noucentisme Anomenat per: Tomàs Costa i Fornaguera | 41° 37′ 04″ N, 2° 39′ 44″ E / 41.61771°N,2.66225°E                                 | bé cultural d'interès local                | Biblioteca Popular Costa i Fornaguera               | Modifica les dades a Wikidata |
|        | Calella Tourist office                               | Calella  | edifici                                  |                                                           | 41° 36′ 55″ N, 2° 39′ 29″ E / 41.61536°N,2.6581200000000003°E                      |                                            |                                                     | Modifica les dades a Wikidata |
|        | Companyia de Maria de Calella                        | Calella  | edifici                                  | Estil: historicisme arquitectònic                         | 41° 37′ 00″ N, 2° 39′ 43″ E / 41.61678°N,2.66194°E                                 | bé integrant del patrimoni cultural català | Convent i escola de la Companyia de Maria (Calella) | Modifica les dades a Wikidata |
|        | Escorxador Municipal de Calella                      | Calella  | edifici                                  | Estil: noucentisme                                        | 41° 36′ 35″ N, 2° 38′ 51″ E / 41.60985°N,2.6475°E                                  | bé integrant del patrimoni cultural català | Antic escorxador municipal de Calella               | Modifica les dades a Wikidata |
|        | Fàbrica Llobet-Guri                                  | Calella  | edifici                                  | Estil: academicisme                                       | 41° 37′ 03″ N, 2° 39′ 41″ E / 41.61761°N,2.66137°E ca:Sant Jaume, 139              | bé integrant del patrimoni cultural català | Fàbrica Llobet-Guri                                 | Modifica les dades a Wikidata |
|        | Hostal Vell                                          | Calella  | edifici                                  | Estil: arquitectura popular 18th century                  | 41° 36′ 55″ N, 2° 39′ 28″ E / 41.615316°N,2.657851°E ca:C. Sant Jaume, 225 10 msnm | bé cultural d'interès local                | Hostal Vell (Calella)                               | Modifica les dades a Wikidata |
|        | Mercat Municipal de Calella                          | Calella  | edifici                                  | Estil: noucentisme                                        | 41° 36′ 58″ N, 2° 39′ 37″ E / 41.6161°N,2.66021°E                                  | bé cultural d'interès local                | Mercat de Calella                                   | Modifica les dades a Wikidata |
|        | Teatre de l'Orfeó Calellenc                          | Calella  | edifici                                  | Estil: arquitectura eclèctica                             | 41° 36′ 57″ N, 2° 39′ 56″ E / 41.61593°N,2.6656°E ca:Carrer de l'Església, 249-251 | bé integrant del patrimoni cultural català | Teatre de l'Orfeó Calellenc                         | Modifica les dades a Wikidata |
|        | els Menuts                                           | Calella  | edifici                                  | Estil: arquitectura modernista                            | 41° 36′ 49″ N, 2° 39′ 39″ E / 41.613533°N,2.660773°E ca:Carrer Joavara, 158        |                                            |                                                     | Modifica les dades a Wikidata |
|        | torretes d'aigua del mercat i l'escorxador municipal | Calella  | edifici                                  | Estil: arquitectura popular                               | 41° 36′ 58″ N, 2° 39′ 37″ E / 41.61601°N,2.66032°E                                 | bé integrant del patrimoni cultural català | Water towers in Calella                             | Modifica les dades a Wikidata |

## entitat singular de població
| imatge | Nom             | Ubicat a | instància de                                                                   | Detalls   | coordenades                                                                | Protecció | Commons (més fotos) | Dades a WD                    |
| ------ | --------------- | -------- | ------------------------------------------------------------------------------ | --------- | -------------------------------------------------------------------------- | --------- | ------------------- | ----------------------------- |
|        | Calella         | Calella  | entitat singular de població capital municipal ens local històric de Catalunya | 19118 hab | 41° 36′ 50″ N, 2° 39′ 15″ E / 41.61381°N,2.65423°E 5 msnm                  |           |                     | Modifica les dades a Wikidata |
|        | Can Carreras    | Calella  | entitat singular de població                                                   | 73 hab    | 41° 38′ 22″ N, 2° 39′ 11″ E / 41.639402344534°N,2.6530769989193°E 232 msnm |           |                     | Modifica les dades a Wikidata |
|        | Parc de Calella | Calella  | entitat singular de població                                                   | 718 hab   | 41° 37′ 01″ N, 2° 39′ 33″ E / 41.61707°N,2.659129°E 30 msnm                |           |                     | Modifica les dades a Wikidata |
|        | Quilòmetre 3    | Calella  | entitat singular de població                                                   | 30 hab    | 41° 37′ 43″ N, 2° 38′ 25″ E / 41.628749°N,2.640304°E 95 msnm               |           |                     | Modifica les dades a Wikidata |
|        | Sant Quirze     | Calella  | entitat singular de població                                                   | 151 hab   | 41° 37′ 20″ N, 2° 39′ 24″ E / 41.622299860548°N,2.6567698423887°E 25 msnm  |           |                     | Modifica les dades a Wikidata |
|        | Valldenguli     | Calella  | entitat singular de població                                                   | 117 hab   | 41° 36′ 51″ N, 2° 38′ 54″ E / 41.614168155328°N,2.6484113099088°E 17 msnm  |           |                     | Modifica les dades a Wikidata |

## església
| imatge | Nom                                    | Ubicat a | instància de     | Detalls                                                                                             | coordenades                                                                                      | Protecció                                  | Commons (més fotos)                               | Dades a WD                    |
| ------ | -------------------------------------- | -------- | ---------------- | --------------------------------------------------------------------------------------------------- | ------------------------------------------------------------------------------------------------ | ------------------------------------------ | ------------------------------------------------- | ----------------------------- |
|        | Convent de Sant Agustí                 | Calella  | església         | Estil: barroc                                                                                       | 41° 37′ 13″ N, 2° 40′ 00″ E / 41.62036°N,2.66657°E ca:Carrer de Sant Jaume / Rierany dels Frares | bé integrant del patrimoni cultural català | Convent de Sant Agustí (Calella)                  | Modifica les dades a Wikidata |
|        | Sant Elm de Calella                    | Calella  | església         | Estil: arquitectura popular                                                                         | 41° 36′ 45″ N, 2° 39′ 29″ E / 41.61258°N,2.65813°E                                               | bé cultural d'interès local                | Capella de Sant Quirze i Santa Julita de Calella  | Modifica les dades a Wikidata |
|        | Sant Quirze i Santa Julita             | Calella  | església capella | | 41° 36′ 46″ N, 2° 39′ 30″ E / 41.6127935397373°N,2.65820048773489°E                              |                                            |                                                   | Modifica les dades a Wikidata |
|        | església de Santa Maria i Sant Nicolau | Calella  | església         | Estil: arquitectura neoclàssica arquitectura barroca 1939 Anomenat per: Verge Maria Nicolau de Mira | 41° 36′ 50″ N, 2° 39′ 30″ E / 41.61375°N,2.65833°E ca:Plaça de l'Església                        | bé integrant del patrimoni cultural català | Església de Santa Maria i Sant Nicolau de Calella | Modifica les dades a Wikidata |

## masia
| imatge | Nom          | Ubicat a | instància de | Detalls                     | coordenades                                                                                | Protecció                   | Commons (més fotos)    | Dades a WD                    |
| ------ | ------------ | -------- | ------------ | --------------------------- | ------------------------------------------------------------------------------------------ | --------------------------- | ---------------------- | ----------------------------- |
|        | Ca l'Espelt  | Calella  | masia        |                             | 41° 37′ 28″ N, 2° 39′ 10″ E / 41.6244150387103°N,2.6529052154249°E                         |                             |                        | Modifica les dades a Wikidata |
|        | Ca l'Estolt  | Calella  | masia        |                             | 41° 38′ 13″ N, 2° 37′ 52″ E / 41.6369118872104°N,2.63099801496175°E                        |                             |                        | Modifica les dades a Wikidata |
|        | Can Casalins | Calella  | masia        |                             | 41° 37′ 06″ N, 2° 38′ 14″ E / 41.6184215051936°N,2.63711706426851°E                        |                             |                        | Modifica les dades a Wikidata |
|        | Can Cortada  | Calella  | masia        |                             | 41° 36′ 40″ N, 2° 38′ 57″ E / 41.6111902904037°N,2.64924352024701°E                        |                             |                        | Modifica les dades a Wikidata |
|        | Can Patuel   | Calella  | masia        |                             | 41° 36′ 54″ N, 2° 39′ 15″ E / 41.6150238887708°N,2.65403580435722°E                        |                             |                        | Modifica les dades a Wikidata |
|        | Can Poquelló | Calella  | masia        |                             | 41° 36′ 39″ N, 2° 38′ 46″ E / 41.6109284176457°N,2.6460884481089°E                         |                             |                        | Modifica les dades a Wikidata |
|        | Can Salvador | Calella  | masia        | Estil: arquitectura popular | 41° 37′ 31″ N, 2° 38′ 38″ E / 41.6254°N,2.64378°E ca:Capaspre, ctra. d'Hortsavinyà 87 msnm | bé cultural d'interès local | Can Salvador (Calella) | Modifica les dades a Wikidata |

## muntanya
| imatge | Nom                       | Ubicat a              | instància de | Detalls | coordenades                                                                      | Protecció | Commons (més fotos) | Dades a WD                    |
| ------ | ------------------------- | --------------------- | ------------ | ------- | -------------------------------------------------------------------------------- | --------- | ------------------- | ----------------------------- |
|        | Puig de Popa              | Calella               | muntanya     |         | 41° 37′ 18″ N, 2° 38′ 19″ E / 41.6218°N,2.63868°E 209.2 msnm                     |           |                     | Modifica les dades a Wikidata |
|        | Turó d'en Guli            | Calella               | muntanya     |         | 41° 36′ 53″ N, 2° 38′ 48″ E / 41.61466389°N,2.64676667°E 83.6 msnm               |           |                     | Modifica les dades a Wikidata |
|        | Turó d'en Maresme         | Calella               | muntanya     |         | 41° 37′ 03″ N, 2° 39′ 23″ E / 41.61750639°N,2.65632778°E 68.1 msnm               |           |                     | Modifica les dades a Wikidata |
|        | Turó de Llevant           | Pineda de Mar Calella | muntanya     |         | 41° 38′ 26″ N, 2° 38′ 59″ E / 41.64058611111111°N,2.649591666666667°E 405.3 msnm |           | Turó de Llevant     | Modifica les dades a Wikidata |
|        | Turó de Migjorn           | Pineda de Mar Calella | muntanya     |         | 41° 38′ 23″ N, 2° 38′ 31″ E / 41.6398°N,2.64189°E 402.5 msnm                     |           |                     | Modifica les dades a Wikidata |
|        | Turó de la Punta de Garbí | Pineda de Mar Calella | muntanya     |         | 41° 38′ 24″ N, 2° 38′ 05″ E / 41.64°N,2.63464°E 421.4 msnm                       |           |                     | Modifica les dades a Wikidata |
|        | les Torretes              | Calella               | muntanya     |         | 41° 36′ 39″ N, 2° 38′ 20″ E / 41.6107°N,2.63891°E 118 msnm                       |           |                     | Modifica les dades a Wikidata |

## museu
| imatge | Nom                                                         | Ubicat a | instància de | Detalls                          | coordenades                                                             | Protecció                   | Commons (més fotos)    | Dades a WD                    |
| ------ | ----------------------------------------------------------- | -------- | ------------ | -------------------------------- | ----------------------------------------------------------------------- | --------------------------- | ---------------------- | ----------------------------- |
|        | Museu Arxiu Municipal de Calella Josep Maria Codina i Bagué | Calella  | museu arxiu  | Estil: arquitectura popular 1959 | 41° 36′ 46″ N, 2° 39′ 26″ E / 41.61281°N,2.65732°E                      | bé cultural d'interès local | Museu-Arxiu de Calella | Modifica les dades a Wikidata |
|        | Museu del Turisme                                           | Calella  | museu        | 2016                             | 41° 37′ 02″ N, 2° 39′ 41″ E / 41.617172817181846°N,2.6614075702644326°E |                             | Museu del Turisme      | Modifica les dades a Wikidata |

## platja
| imatge | Nom                      | Ubicat a | instància de | Detalls               | coordenades                                                            | Protecció | Commons (més fotos)    | Dades a WD                    |
| ------ | ------------------------ | -------- | ------------ | --------------------- | ---------------------------------------------------------------------- | --------- | ---------------------- | ----------------------------- |
|        | Platges de Calella       | Calella  | platja       | Llarg: 2.9km          | 41° 36′ 39″ N, 2° 39′ 19″ E / 41.61085928305957°N,2.6554065209046827°E |           | Beaches of Calella     | Modifica les dades a Wikidata |
|        | Platja Gran de Calella   | Calella  | platja       |                       | 41° 36′ 43″ N, 2° 39′ 38″ E / 41.61204°N,2.66058°E                     |           | Platja Gran de Calella | Modifica les dades a Wikidata |
|        | platja de Garbí          | Calella  | platja       |                       | 41° 36′ 34″ N, 2° 39′ 01″ E / 41.60941°N,2.65019°E                     |           | Platja de Garbí        | Modifica les dades a Wikidata |
|        | platja de la Roca Grossa | Calella  | platja       | Llarg: 749m Ample: 8m | 41° 36′ 19″ N, 2° 38′ 21″ E / 41.605299999766°N,2.6391000004264°E      |           | Platja de Roca Grossa  | Modifica les dades a Wikidata |
|        | platja de les Roques     | Calella  | platja       |                       | 41° 36′ 23″ N, 2° 38′ 36″ E / 41.60645277595559°N,2.6434448715903907°E |           | Platja de les Roques   | Modifica les dades a Wikidata |

## vèrtex geodèsic
| imatge | Nom             | Ubicat a | instància de    | Detalls   | coordenades                                                       | Protecció | Commons (més fotos) | Dades a WD                    |
| ------ | --------------- | -------- | --------------- | --------- | ----------------------------------------------------------------- | --------- | ------------------- | ----------------------------- |
|        | Les Torres      | Calella  | vèrtex geodèsic | Alt: 1.2m | 41° 36′ 38″ N, 2° 38′ 20″ E / 41.610665°N,2.638892°E 118.567 msnm |           |                     | Modifica les dades a Wikidata |
|        | Turó de Llevant | Calella  | vèrtex geodèsic | Alt: 1.2m | 41° 38′ 26″ N, 2° 38′ 59″ E / 41.640542°N,2.649619°E 406.818 msnm |           |                     | Modifica les dades a Wikidata |

## Misc
| imatge | Nom                                            | Ubicat a | instància de                                    | Detalls                                                          | coordenades                                                                                   | Protecció                                  | Commons (més fotos)                                      | Dades a WD                    |
| ------ | ---------------------------------------------- | -------- | ----------------------------------------------- | ---------------------------------------------------------------- | --------------------------------------------------------------------------------------------- | ------------------------------------------ | -------------------------------------------------------- | ----------------------------- |
|        | Estació de Calella                             | Calella  | estació de ferrocarril                          |                                                                  | 41° 36′ 53″ N, 2° 39′ 57″ E / 41.61461111111111°N,2.66575°E                                   |                                            | Calella train station                                    | Modifica les dades a Wikidata |
|        | Far del Capaspre                               | Calella  | far                                             | Estil: arquitectura popular 1859 Alt: 10m                        | 41° 36′ 29″ N, 2° 38′ 47″ E / 41.60807°N,2.64642°E                                            | bé integrant del patrimoni cultural català | Far de Calella                                           | Modifica les dades a Wikidata |
|        | Jaciment arqueològic romà de Calella           | Calella  | jaciment arqueològic                            |                                                                  | 41° 36′ 53″ N, 2° 39′ 19″ E / 41.614661°N,2.655358°E                                          | bé cultural d'interès local                | Jaciment romà de Calella                                 | Modifica les dades a Wikidata |
|        | Llinda de l'habitatge al carrer Sant Josep, 59 | Calella  | llinda                                          | Estil: arquitectura popular                                      | 41° 36′ 53″ N, 2° 39′ 37″ E / 41.6148°N,2.66038°E                                             | bé integrant del patrimoni cultural català | Llinda de l'habitatge al carrer Sant Josep, 59 (Calella) | Modifica les dades a Wikidata |
|        | Monument als donants de sang a Calella         | Calella  | monument                                        | 1979-05 Alt: 2.3m                                                | 41° 36′ 57″ N, 2° 40′ 09″ E / 41.61573333333333°N,2.6692833333333335°E                        |                                            |                                                          | Modifica les dades a Wikidata |
|        | Refugi antiaeri del Parc Dalmau                | Calella  | refugi antiaeri                                 |                                                                  | 41° 37′ 02″ N, 2° 39′ 34″ E / 41.617175°N,2.659479°E ca:Parc Dalmau                           | bé cultural d'interès local                | Parc Dalmau air raid shelter                             | Modifica les dades a Wikidata |
|        | capelleta de carrer neogòtica                  | Calella  | fornícula                                       | Estil: arquitectura modernista                                   | 41° 36′ 48″ N, 2° 39′ 30″ E / 41.61339°N,2.65825°E ca:Carrer Romaní, 26 - carrer Església, 20 | bé integrant del patrimoni cultural català | Can Quadras (Calella)                                    | Modifica les dades a Wikidata |
|        | casa consistorial de Calella                   | Calella  | casa consistorial                               |                                                                  | 41° 36′ 48″ N, 2° 39′ 25″ E / 41.6132755°N,2.6569794°E                                        |                                            | Ajuntament de Calella                                    | Modifica les dades a Wikidata |
|        | creu de terme de Calella                       | Calella  | creu de terme                                   |                                                                  | 41° 37′ 15″ N, 2° 39′ 59″ E / 41.62073667721712°N,2.666400306610094°E                         |                                            |                                                          | Modifica les dades a Wikidata |
|        | finestral gòtic de Can Llort                   | Calella  | finestral                                       |                                                                  | 41° 36′ 45″ N, 2° 39′ 29″ E / 41.61263°N,2.65798°E                                            | bé integrant del patrimoni cultural català | Can Llort                                                | Modifica les dades a Wikidata |
|        | les Torretes                                   | Calella  | torre                                           | Estil: arquitectura popular 1848                                 | 41° 36′ 28″ N, 2° 38′ 31″ E / 41.6078°N,2.64181°E 87.3 msnm                                   | bé cultural d'interès local                | Les Torretes de Calella                                  | Modifica les dades a Wikidata |
|        | mar Mediterrània                               |          | mar interior mar mediterrani conca hidrogràfica | Superfície: 2500000km² Profunditat: 5267 1541m Volum: 3839000km³ | 38° N, 17° E / 38°N,17°E 0 msnm                                                               |                                            | Mediterranean Sea                                        | Modifica les dades a Wikidata |